# Баракал
Баракал — река в России, протекает по Зилаирскому району Башкортостана. Длина реки составляет 76 км. Площадь водосборного бассейна — 432 км².
Начинается в сосново-берёзовом лесу восточнее Красного Кушака. Течёт в южном направлении по холмистой местности через лес из сосны, берёзы и дуба. В среднем течении пересекается автодорогой Р-361. Чуть ниже Новопреображенского поворачивает на юго-восток. Устье реки находится по правому берегу реки Сакмара в 546 километрах от её устья, между устьями рек Крепостной Зилаир и Урман-Зилаир.
Ширина реки в низовьях — 15 метров, глубина — 1 метр.

## Притоки (км от устья)
Объекты перечислены по порядку от устья к истоку.
- 0,3 км: Баракалтиле[6] (лв)
- Уна[6] (пр)
- Табузгай[6] (пр)
- Репный[6] (пр)
- Сосельный[6] (пр)
- Есиней[6] (лв)
- Псякчушкан[6] (лв)
- Балчик[6] (лв)
- 39 км: Атик[6] (лв)
- 46 км: Бармас[6] (пр)
- Кашкат[3] (лв)
- Тарайгир[3] (лв)
- Окур[3] (лв)
- Бурзян[3] (лв)

## Данные водного реестра
По данным государственного водного реестра России относится к Уральскому бассейновому округу, водохозяйственный участок реки — Сакмара от истока до впадения реки Большой Ик. Речной бассейн реки — Урал (российская часть бассейна).
Код объекта в государственном водном реестре — 12010000512112200005133.